# Grande Prêmio da Chéquia de Motovelocidade

Pista de Brno

O Grande Prêmio da Chéquia de MotoGP é um evento motociclístico que faz parte do mundial de MotoGP. Antes de 1993, o Grande Prêmio era conhecido como Grande Prêmio da Checoslováquia de MotoGP.

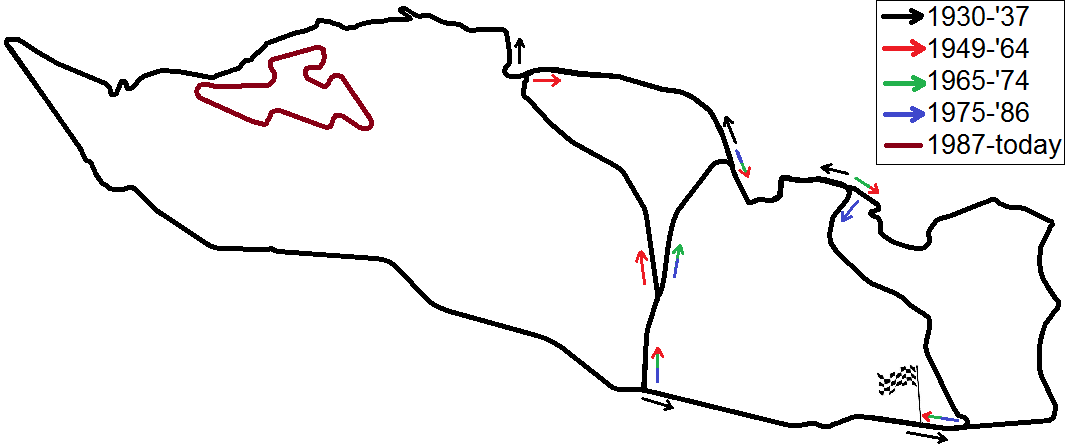
Todas as configurações do Circuito Masaryk (Brno) utilizadas entre 1930 e atualmente

Desde 1987 a corrida é realizada no novo circuito de Masaryk, e o antigo traçado passou a fazer parte das ruas de Brno e redondezas.

## Vencedores do Grande Prêmio da Chéquia
| Ano  | Pista | Moto3                 | Moto2            | MotoGP           | Resumo   |
| ---- | ----- | --------------------- | ---------------- | ---------------- | -------- |
| 2020 | Brno  | Dennis Foggia         | Enea Bastianini  | Brad Binder      | Detalhes |
| 2019 | Brno  | Aron Canet            | Alex Marquez     | Marc Márquez     | Detalhes |
| 2018 | Brno  | Fabio Di Giannantonio | Miguel Oliveira  | Andrea Dovizioso | Detalhes |
| 2017 | Brno  | Joan Mir              | Thomas Lüthi     | Marc Márquez     | Detalhes |
| 2016 | Brno  | John McPhee           | Jonas Folger     | Cal Crutchlow    | Detalhes |
| 2015 | Brno  | Niccolò Antonelli     | Johann Zarco     | Jorge Lorenzo    | Detalhes |
| 2014 | Brno  | Alexis Masbou         | Esteve Rabat     | Dani Pedrosa     | Detalhes |
| 2013 | Brno  | Álex Rins             | Mika Kallio      | Marc Márquez     | Detalhes |
| 2012 | Brno  | Jonas Folger          | Marc Márquez     | Dani Pedrosa     | Detalhes |
| Ano  | Pista | 125 cc                | Moto2            | MotoGP           | Resumo   |
| 2011 | Brno  | Sandro Cortese        | Andrea Iannone   | Casey Stoner     | Detalhes |
| 2010 | Brno  | Nicolás Terol         | Toni Elías       | Jorge Lorenzo    | Detalhes |
| Ano  | Pista | 125 cc                | 250 cc           | MotoGP           | Resumo   |
| 2009 | Brno  | Nicolás Terol         | Marco Simoncelli | Valentino Rossi  | Detalhes |
| 2008 | Brno  | Stefan Bradl          | Alex Debón       | Valentino Rossi  | Detalhes |
| 2007 | Brno  | Hector Faubel         | Jorge Lorenzo    | Casey Stoner     | Detalhes |
| 2006 | Brno  | Alvaro Bautista       | Jorge Lorenzo    | Loris Capirossi  | Detalhes |
| 2005 | Brno  | Thomas Lüthi          | Daniel Pedrosa   | Valentino Rossi  | Detalhes |
| 2004 | Brno  | Jorge Lorenzo         | Sebastián Porto  | Sete Gibernau    | Detalhes |
| 2003 | Brno  | Daniel Pedrosa        | Randy de Puniet  | Valentino Rossi  | Detalhes |
| 2002 | Brno  | Lucio Cecchinello     | Marco Melandri   | Max Biaggi       | Detalhes |
| Ano  | Pista | 125 cc                | 250 cc           | 500 cc           | Resumo   |
| 2001 | Brno  | Toni Elías            | Tetsuya Harada   | Valentino Rossi  | Detalhes |
| 2000 | Brno  | Roberto Locatelli     | Shinya Nakano    | Max Biaggi       | Detalhes |
| 1999 | Brno  | Marco Melandri        | Valentino Rossi  | Tadayuki Okada   | Detalhes |
| 1998 | Brno  | Marco Melandri        | Tetsuya Harada   | Max Biaggi       | Resumo   |
| 1997 | Brno  | Noboru Ueda           | Max Biaggi       | Michael Doohan   | Resumo   |
| 1996 | Brno  | Valentino Rossi       | Max Biaggi       | Àlex Crivillé    | Resumo   |
| 1995 | Brno  | Kazuto Sakata         | Max Biaggi       | Luca Cadalora    | Resumo   |
| 1994 | Brno  | Kazuto Sakata         | Max Biaggi       | Michael Doohan   | Resumo   |
| 1993 | Brno  | Kazuto Sakata         | Loris Reggiani   | Wayne Rainey     | Resumo   |

## Vencedores do Grande Prêmio da Checoslováquia
Em fundo vermelho indica que o GP não fez parte do campeonato de MotoGP.
| Ano  | Pista | 80 cc             | 125 cc              | 250 cc            | 350 cc             | 500 cc            | Resumo |
| ---- | ----- | ----------------- | ------------------- | ----------------- | ------------------ | ----------------- | ------ |
| 1991 | Brno  |                   | Alessandro Gramigni | Helmut Bradl      |                    | Wayne Rainey      | Resumo |
| 1990 | Brno  |                   | Hans Spaan          | Carlos Cardús     |                    | Wayne Rainey      | Resumo |
| 1989 | Brno  | Herri Torrontegui | Àlex Crivillé       | Reinhold Roth     |                    | Kevin Schwantz    | Resumo |
| 1988 | Brno  | Jorge Martínez    | Jorge Martínez      | Juan Garriga      |                    | Wayne Gardner     | Resumo |
| 1987 | Brno  | Stefan Dörflinger | Fausto Gresini      | Anton Mang        |                    | Wayne Gardner     | Resumo |
| 1986 | Brno  | Bruno Casanova    |                     | Hans Lindner      |                    |                   | Resumo |
| 1985 | Brno  |                   | Paul Bordes         | Massimo Matteoni  |                    |                   | Resumo |
| 1984 | Brno  |                   |                     |                   |                    | Massimo Messere   | Resumo |
| 1983 | Brno  |                   |                     |                   |                    | Gustav Reiner     | Resumo |
| 1982 | Brno  |                   | Eugenio Lazzarini   | Carlos Lavado     | Didier de Radiguès |                   | Resumo |
| 1981 | Brno  | Theo Timmer       |                     | Anton Mang        | Anton Mang         |                   | Resumo |
| 1980 | Brno  |                   | Guy Bertin          | Anton Mang        | Anton Mang         |                   | Resumo |
| 1979 | Brno  |                   | Guy Bertin          | Kork Ballington   | Kork Ballington    |                   | Resumo |
| 1978 | Brno  | Ricardo Tormo     |                     | Kork Ballington   | Kork Ballington    |                   | Resumo |
| 1977 | Brno  |                   |                     | Franco Uncini     | Johnny Cecotto     | Johnny Cecotto    | Resumo |
| 1976 | Brno  |                   |                     | Walter Villa      | Walter Villa       | John Newbold      | Resumo |
| 1975 | Brno  |                   | Leif Gustafsson     | Michel Rougerie   | Otello Buscherini  | Phil Read         | Resumo |
| 1974 | Brno  | Henk van Kessel   | Kent Andersson      | Walter Villa      |                    | Phil Read         | Resumo |
| 1973 | Brno  |                   | Otello Buscherini   | Dieter Braun      | Teuvo Länsivuori   | Giacomo Agostini  | Resumo |
| 1972 | Brno  |                   | Börje Jansson       | Jarno Saarinen    | Jarno Saarinen     | Giacomo Agostini  | Resumo |
| 1971 | Brno  | Barry Sheene      | Angel Nieto         | János Drapál      | Jarno Saarinen     |                   | Resumo |
| 1970 | Brno  | Aalt Toersen      | Gilberto Parlotti   | Kel Carruthers    | Giacomo Agostini   |                   | Resumo |
| 1969 | Brno  | Paul Lodewijkx    | Dave Simmonds       | Renzo Pasolini    | Giacomo Agostini   | Giacomo Agostini  | Resumo |
| 1968 | Brno  |                   | Phil Read           | Phil Read         | Giacomo Agostini   | Giacomo Agostini  | Resumo |
| 1967 | Brno  |                   | Bill Ivy            | Phil Read         | Mike Hailwood      | Mike Hailwood     | Resumo |
| 1966 | Brno  |                   | Luigi Taveri        | Mike Hailwood     | Mike Hailwood      | Mike Hailwood     | Resumo |
| 1965 | Brno  |                   | Frank Perris        | Phil Read         | Jim Redman         | Mike Hailwood     | Resumo |
| 1964 | Brno  |                   | Luigi Taveri        | Heinz Rosner      | Stanislav Malina   |                   | Resumo |
| 1963 | Brno  |                   | Luigi Taveri        | Stanislav Malina  | Gustav Havel       | Gustav Havel      | Resumo |
| 1962 | Brno  |                   |                     | Stanislav Malina  | Jim Redman         | František Šťastný | Resumo |
| 1961 | Brno  |                   | Jim Redman          | Jim Redman        | František Šťastný  | Rudolf Thalhammer | Resumo |
| 1960 | Brno  |                   | Ernst Degner        | František Šťastný | František Šťastný  | Gary Hocking      | Resumo |
| 1959 | Brno  |                   | Ernst Degner        | František Srna    | František Šťastný  | Eric Hinton       | Resumo |
| 1958 | Brno  |                   | Ernst Degner        | František Bartoš  | František Šťastný  | Dickie Dale       | Resumo |
| 1957 | Brno  |                   | Ernst Degner        | Helmut Hallmeier  | Helmut Hallmeier   | Gerold Klinger    | Resumo |
| 1956 | Brno  |                   | František Bartoš    | Horst Kassner     | František Šťastný  | Gerold Klinger    | Resumo |
| 1955 | Brno  |                   | Václav Parus        | Horst Kassner     | Hans Baltisberger  | Keith Campbell    | Resumo |
| 1954 | Brno  |                   | František Bartoš    | František Šťastný | Leonhard Faßl      | Gustav Havel      | Resumo |
| 1952 | Brno  |                   | Bernhard Petruschke | František Bartoš  | František Bartoš   | Antonín Vitvar    | Resumo |
| 1951 | Brno  |                   |                     |                   |                    | Antonín Vitvar    | Resumo |
| 1950 | Brno  |                   |                     | Josef Vejvoda     | Antonín Vitvar     | Antonín Vitvar    | Resumo |
| 1947 | Praga |                   |                     | Fergus Anderson   | Fergus Anderson    | Ted Frost         | Resumo |